# SunNet
SunNet (Chosongul: 선넷) là một công ty viễn thông Bắc Triều Tiên cung cấp dịch vụ 2G GSM ở  khu vực Pyongyang. Thành lập năm 2002, nó là nhà mạng đầu tiên của Bắc Triều Tiên. Chỉ có 1,024 địa chỉ IP được đăng ký để sử dụng cho chính phủ trong khi dân số nói chung bị giới hạn trong dịch vụ mạng nội bộ quốc gia được gọi là Kwangmyong. Hoạt động của nó đã chấm dứt vào năm 2010 khi nó được thay thế bởi Koryolink.